# Julius van den Berg
Julius van den Berg, né le 23 octobre 1996 à Purmerend, est un coureur cycliste néerlandais.

## Biographie

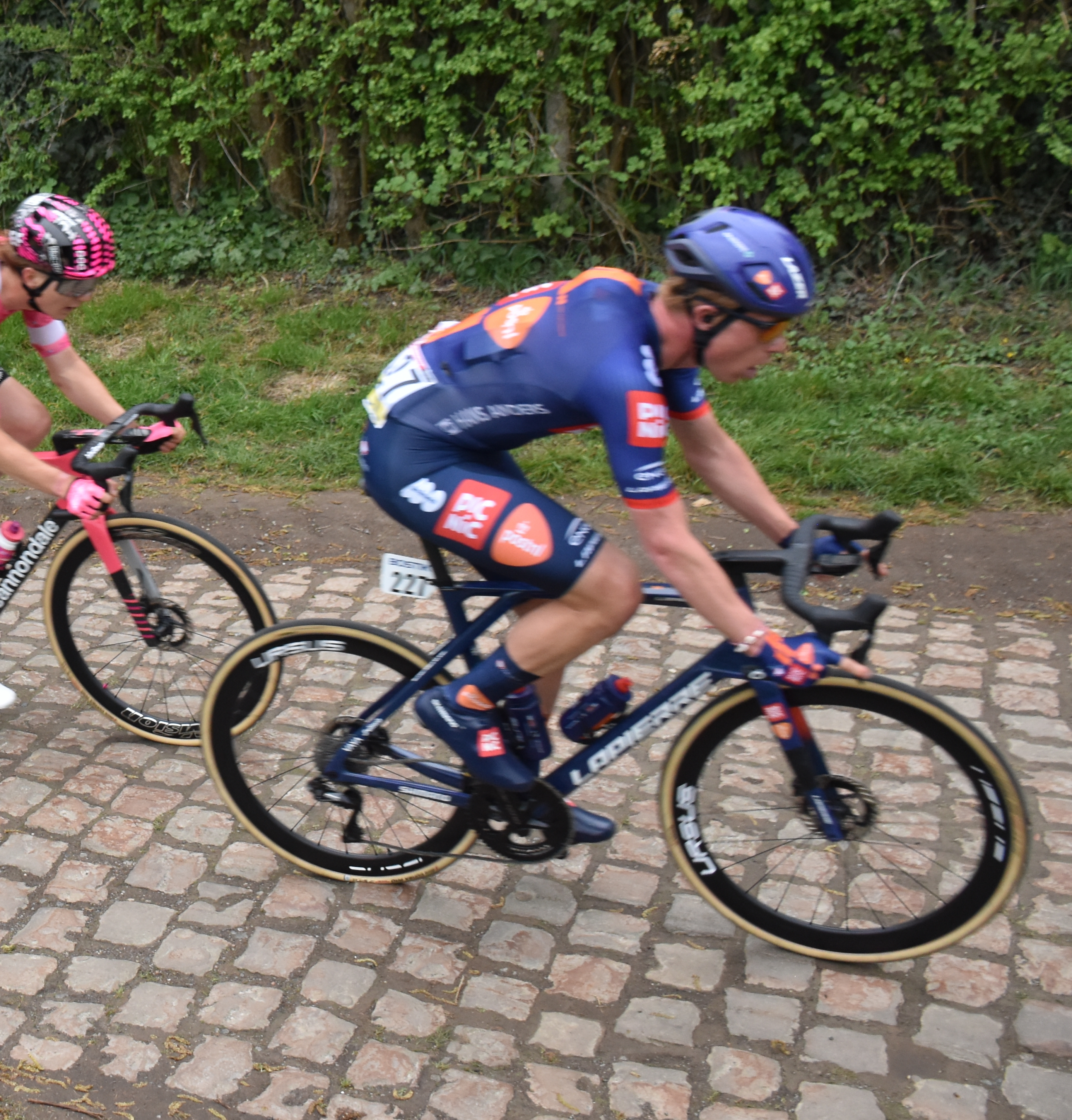
Julius van den Berg # 227 - Paris-Roubaix 2025.jpg

En 2014, chez les juniors, Julius van den Berg remporte une course par étapes réputée de la catégorie : la Coupe du Président de la Ville de Grudziądz. Il termine également deuxième du championnat des Pays-Bas sur route juniors.
En 2015, il rejoint l'équipe continentale SEG Racing. En 2017, il décroche le titre de champion des Pays-Bas du contre-la-montre espoirs.
Lors de la première partie de l'année 2018, il se révèle en remportant de nombreuses victoires, dont quatre obtenus sur des classes .2 : une étape du Tour de Normandie (quatrième du général), une du Tour de Bretagne, le Tour de Hollande-Septentrionale et le Midden-Brabant Poort Omloop. Au début de l'été, il ajoute à son palmarès une deuxième place sur Paris-Roubaix espoirs et le titre de champion des Pays-Bas sur route espoirs. Au mois de juillet, il rejoint l'équipe World Tour EF Education First-Drapac, le manager de l'équipe Jonathan Vaughters souhaitant rapidement l'engager au vu de ses résultats. Il déclare lors de sa signature : « Julius van den Berg est l'un des meilleurs coureurs du monde chez les moins de 23 ans. ».
Il s'engage pour 2024 avec DSM-Firmenich.

## Palmarès sur route
- 2014
  - Coupe du Président de la Ville de Grudziądz :
    - Classement général
    - 3e étape

  - 2eb étape du Tour de Basse-Saxe juniors
  - Trophée des Flandres
  - 2e du championnat des Pays-Bas sur route juniors
  - 2e du Sint-Martinusprijs Kontich
- 2017
  -  Champion des Pays-Bas du contre-la-montre espoirs
- 2018
  -  Champion des Pays-Bas sur route espoirs
  - 5e étape du Tour de Normandie
  - 6e étape du Tour de Bretagne
  - Tour de Hollande-Septentrionale
  - Midden-Brabant Poort Omloop
  - 2e de Paris-Roubaix espoirs
- 2021
  - 7e étape du Tour de Pologne

## Résultats sur les grands tours

### Tour d'Italie
3 participations
- 2021 : 125e
- 2022 : 140e
- 2024 : abandon (16e étape)

### Tour d'Espagne
4 participations
- 2020 : 126e
- 2022 : 130e
- 2023 : 120e
- 2024 : 131e

## Classements mondiaux
| Année                                 | 2016  | 2017  | 2018 | 2019  | 2020 | 2021 | 2022  | 2023  |
| ------------------------------------- | ----- | ----- | ---- | ----- | ---- | ---- | ----- | ----- |
| UCI World Tour                        | nc    | nc    | 332e |       |      |      |       |       |
| Classement mondial                    | 1790e | 1094e | 354e | 2335e | nc   | 778e | 1569e | 1332e |
| UCI Europe Tour                       | 1186e | 688e  | 210e | 1500e | nc   | 609e | 1052e | nc    |
| UCI Asia Tour                         | nc    | nc    | 733e |       |      |      |       |       |
|                                       |       |       |      |       |      |      |       |       |
| Légende : nc = non classéSource : UCI |       |       |      |       |      |      |       |       |